# フレデリック・レビー
フレデリック・ヘンリー・レビー（Frederic Henry Lewey、出生時名 独: Friedrich Jacob Heinrich Lewy、1885年1月28日 - 1950年10月5日）は、ベルリン生まれのユダヤ系ドイツ人で、アメリカ合衆国で活動した神経学者。
レビー小体の発見者として最もよく知られるが、この封入体はパーキンソン病やレビー小体型認知症を特徴的に示唆するものである。

## 生涯
レビーは1885年１月28日、ドイツのベルリンで生まれた。ベルリンおよびチューリッヒで教育を受け、1910年にベルリンにて博士号を得ている。ナチス・ドイツを逃れて1933年夏、まずイギリスに移住したが定職を得ることはできなかった。1934年にはアメリカ合衆国に亡命し、ペンシルベニア大学神経学部の客員教授としてロックフェラー奨学金を受ける。1940年からは神経解剖学を教える。1943年から1945年まで軍医。1949年からは冠状動脈性心臓病のため引退し、クエーカー教徒に改宗。
1950年10月5日、ペンシルベニア州ハバフォードで死去した。65歳。
レビーはミュンヘンにあったアロイス・アルツハイマーの研究所で働いたが、その時の同僚にクロイツフェルト・ヤコブ病に名を残すハンス・ゲルハルト・クロイツフェルト（1885年 - 1964年）、アルフォンス・マリア・ヤコブ（1884年 - 1931年）、およびウーゴ・チェルレッティ（1877年 - 1963年）がいた。